# Nuno Sá Pessoa
Nuno de Sá Pessoa Costa Sequeira (Lisboa, 7 de maio de 1987) é um cineasta português.

## Formação
Iniciou os seus estudos em cinema na Universidade Moderna de Lisboa tendo abandonado o curso antes de o terminar para rumar à Dinamarca onde se formou no European Film College.  

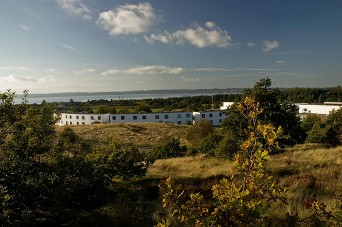
The European Film College

## Documentários
Filmou e editou dois documentários sobre vinhos portugueses históricos, Mother Vine e Açores, da Lava ao Vinho, ambos realizados pelo californiano Kenneth Payton e conduzidos pelo enólogo português Virgílio Loureiro. A colaboração com Kenneth Payton proseguiu com a edição do filme Les Terroiristes du Languedoc.
Filmou também uma série documental sobre as missões californianas The California Mission Ride realizada e produzida por Gwyneth Horder-Payton.  

## Videoclip
Realizou e editou o video-clip Tribal Baroque - Gipsy Dance, protagonizado pelos Nova-Iorquinos S. K. Thoth e Lila Angelique.  

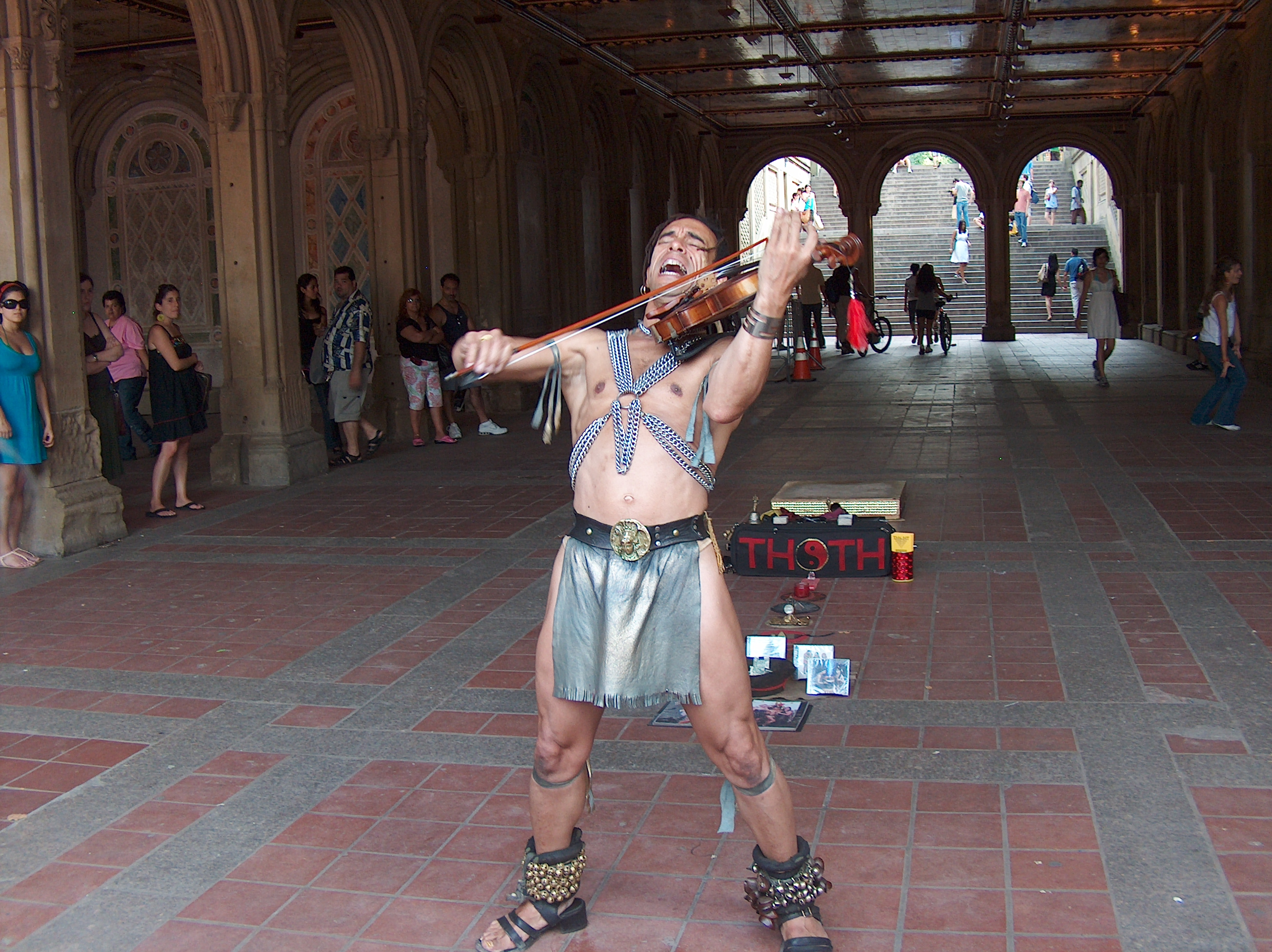
Thoth em Nova Iorque

## Ficção
Realizou a sua primeira curta-metragem de ficção The Headless Nun, em conjunto com dois antigos colegas, Kris Skovmand e Samuel Anderson, a curta foi realizada em memória do comediante George Carlin e contou com a narração do seu irmão Patrick Carlin, uma canção de Frank Zappa e banda sonora original de Miguel Sá Pessoa e Laurent Filipe.   
Seguiu-se a curta-metragem Bílis Negra que conta com um elenco composto por João Craveiro, Tobias Monteiro e Paulo Duarte Ribeiro, o filme é baseado no texto do autor brasileiro Uarlen Becker e foi adaptado pelo actor João Craveiro.
Mudou-se depois para Florianópolis para trabalhar com a cineasta e produtora Maria Emília de Azevedo no filme Passagens e realizar o filme A Lagoa. Nesse mesmo ano regressou a Portugal onde filmou uma curta-metragem de ficção científica que escreveu e realizou,Terra 2084 protagonizado por Fernando Luís. 

## Festivais de cinema, prémios e mais
Os seus filmes foram exibidos em mais de 100 festivais espalhados pelo mundo onde foram premiados em diversas categorias, incluindo melhor guião, melhor actor, melhor banda-sonora e melhor curta-metragem do ano. Foi também júri de vários festivais, inluindo o FAM - Florianópolis Audiovisual Mercosul no Brasil e o FESTin Lisboa em Portugal. 
Desde 2010 que é o embaixador português do The European Film College. 
Foi também convidado a falar em diferentes eventos. 

## Filmografia realizador
- Replicants (2009) | Curta-metragem experimental
- The Eagle Flies to Portugal (2011) | Mockumentary
- Tribal Baroque - Gipsy Dance (2012) | Videoclip
- The Headless Nun (2012) | Curta-metragem
- Bílis Negra (2013) | Curta-metragem
- A Lagoa (2013) | Curta-metragem
- Terra 2084 (2014) | Curta-metragem
- O Mestre do Barro (2015) | Documentário
- O Método (2015) | Curta-metragem
- Gil do Carmo - A Menina do Calção Branco (2016) | Videoclip